# Miecz liktora
Miecz liktora (ang. The Sword of the Lictor) – powieść science fantasy autorstwa Gene’a Wolfe’a, trzecia część cyklu Księga Nowego Słońca. Otrzymała nagrody Locusa i World Fantasy w 1982 roku, oraz została nominowana do nagród Nebula (1982) i Hugo (1983).

## Fabuła
Severian trafiwszy wreszcie do Thraxu, poznaje prawdę o towarzyszącej mu Dorcas. Przez współczucie dla chorego dziecka zostaje zaatakowany przez kolejnego potwora nasłanego przez Hethora. Z kolei ze względu na Theclę daruje życie kobiecie, którą miał zabić, i musi uciekać z miasta. W dalszej podróży spotyka zwierzę, które zyskało człowieczeństwo i ludzi którzy je stracili. Musi też stawić czoła ludziom chcącym zawładnąć cudzymi umysłami, a także Baldandersowi, który skrywał przed nim swą naturę.